# Gnathophis
Gnathophis is een geslacht van straalvinnige vissen uit de familie van zeepalingen (Congridae). Het geslacht is voor het eerst wetenschappelijk beschreven in 1860 door Johann Jakob Kaup.

## Soorten
- Gnathophis andriashevi Karmovskaya, 1990
- Gnathophis asanoi Karmovskaya, 2004
- Gnathophis bathytopos Smith & Kanazawa, 1977
- Gnathophis bracheatopos Smith & Kanazawa, 1977
- Gnathophis capensis (Kaup, 1856)
- Gnathophis castlei Karmovskaya & Paxton, 2000
- Gnathophis cinctus (Garman, 1899)
- Gnathophis codoniphorus Maul, 1972
- Gnathophis ginanago (Asano, 1958)

- Gnathophis grahami Karmovskaya & Paxton, 2000
- Gnathophis habenatus (Richardson, 1848)
- Gnathophis heterognathos (Bleeker, 1858-59)
- Gnathophis heterolinea (Kotthaus, 1968)
- Gnathophis leptosomatus Karrer, 1982
- Gnathophis longicauda (Ramsay & Ogilby, 1888)
- Gnathophis macroporis Karmovskaya & Paxton, 2000
- Gnathophis melanocoelus Karmovskaya & Paxton, 2000
- Gnathophis microps Karmovskaya & Paxton, 2000
- Gnathophis musteliceps (Alcock, 1894)
- Gnathophis mystax (Delaroche, 1809)
- Gnathophis nasutus Karmovskaya & Paxton, 2000
- Gnathophis neocaledoniensis Karmovskaya, 2004
- Gnathophis nystromi (Jordan & Snyder, 1901)
- Gnathophis parini Karmovskaya, 1990
- Gnathophis smithi Karmovskaya, 1990
- Gnathophis tritos Smith & Kanazawa, 1977
- Gnathophis umbrellabius (Whitley, 1948)
- Gnathophis xenica (Matsubara & Ochiai, 1951)